# Ipmo
Un IPMO corresponde a las siglas en inglés Isolated Planetary Mass Object (Objeto Aislado de Masa Planetaria) y son objetos aislados de masa planetaria. Un IPMO posee una masa menor a 13 masas jovianas (masas del planeta Júpiter), además un objeto de este tipo puede estar vagando por el espacio sin estar orbitando en una estrella o un objeto del tipo enana marrón.
Muchos de estos objetos fueron descubiertos en el cinturón de la constelación de Orión (cinturón de Orión), en el cúmulo alrededor de Sigma Orionis, que es una de las estrellas más brillantes de este cinturón (la cuarta en brillo).

Estos objetos se forman, debido a que tienen menos de 13 "masas" jovianas, las reacciones nucleares no se llevan a cabo durante su evolución, y no alcanzan a ser un objeto enana marrón(estos poseen masas superiores a 0.013 masas solares). La fusión del deuterio en tritio solo se lleva a cabo cuando la masa de la enana marrón es mayor a 0.013 masas solares. Al no suceder esta reacción quedan estos objetos (ipmos) divagando por el espacio.
También se le conocen como planemos, oriones o xebarcos.